# Coupe de Tunisie de football 2012-2013
Navigation
Coupe de Tunisie 2011-2012 Coupe de Tunisie 2013-2014
La coupe de Tunisie de football 2012-2013 est la 56e édition de la coupe de Tunisie depuis 1956 et la 81e au total, une compétition à élimination directe mettant aux prises des centaines de clubs de football amateurs et professionnels à travers la Tunisie. Elle est organisée par la Fédération tunisienne de football.
Cette compétition ne devait pas avoir lieu normalement au cours de cette saison, en raison du report des huitièmes de finale de la coupe de Tunisie de football 2011-2012. La Fédération tunisienne de football avait programmé une coupe de la fédération pour meubler le calendrier pour les équipes non qualifiées aux play-offs, à l'issue de la première phase du championnat. Mais vu le désintéressement de la plupart des clubs vis-à-vis de cette compétition, elle est transformée en coupe de Tunisie. Les clubs qualifiés aux play-offs du championnat sont cependant privés de cette coupe.

## Résultats

### 2etour
| Date du match | Équipe 1                       | Équipe 2                        | Score 90 min | Score Prol. | Tirs au but |
| ------------- | ------------------------------ | ------------------------------- | ------------ | ----------- | ----------- |
| 10 mai 2013   | Club sportif de Hammam Lif     | El Gawafel sportives de Gafsa   | 1 - 1        | 1 - 1       | 5 - 4       |
| 16 mai 2013   | Union sportive monastirienne   | Olympique du Kef                | 5 - 0        |             |             |
| 16 mai 2013   | Avenir sportif de La Marsa     | Espérance sportive de Zarzis    | 1 - 0        |             |             |
| 16 mai 2013   | Jeunesse sportive kairouanaise | Stade gabésien                  | 2 - 1        |             |             |
| 30 mai 2013   | Stade tunisien                 | Olympique de Béja               | 2 - 1        |             |             |
| 23 mai 2013   | Club athlétique bizertin       | Espoir sportif de Hammam Sousse | 1 - 0        |             |             |

### Huitièmes de finale
| Date du match | Équipe 1                           | Équipe 2                        | Score 90 min | Score Prol. | Tirs au but |
| ------------- | ---------------------------------- | ------------------------------- | ------------ | ----------- | ----------- |
| 5 juin 2013   | Avenir sportif de Mohamedia        | Union sportive de Bou Salem     | 0 - 2        |             |             |
| 2 juin 2013   | Union sportive monastirienne       | Club olympique des transports   | 2 - 0        |             |             |
| 5 juin 2013   | El Ahly Mateur                     | Club sportif hilalien           | 0 - 3        |             |             |
| 6 juin 2013   | Club athlétique bizertin           | Club sportif de Hammam Lif      | 2 - 0        |             |             |
| 29 mai 2013   | Avenir sportif de La Marsa         | Étoile olympique de Sidi Bouzid | 5 - 2        |             |             |
| 4 juin 2013   | Stade africain de Menzel Bourguiba | Stade tunisien                  | 0 - 2        |             |             |
| 2 juin 2013   | Jeunesse sportive kairouanaise     | Jendouba Sports                 | Forfait      |             |             |
| 5 juin 2013   | Union sportive de Sbeïtla          | Mouldiet Manouba                | 1 - 1        | 1 - 1       | 4 - 2       |

### Quarts de finale
| Date        | Équipe 1                    | Équipe 2                       | Score 90 min | Score Prol. | Tirs au but |
| ----------- | --------------------------- | ------------------------------ | ------------ | ----------- | ----------- |
| 9 juin 2013 | Union sportive de Sbeïtla   | Stade tunisien                 | 0 - 0        | 1 - 1       | 4 - 2       |
| 9 juin 2013 | Avenir sportif de La Marsa  | Club sportif hilalien          | 3 - 1        |             |             |
| 9 juin 2013 | Club athlétique bizertin    | Union sportive monastirienne   | 1 - 1        | 1 - 1       | 3 - 2       |
| 9 juin 2013 | Union sportive de Bou Salem | Jeunesse sportive kairouanaise | 0 - 0        | 0 - 1       |             |

### Demi-finales
| Date         | Équipe 1                   | Équipe 2                       | Score 90 min | Score Prol. | Tirs au but |
| ------------ | -------------------------- | ------------------------------ | ------------ | ----------- | ----------- |
| 12 juin 2013 | Club athlétique bizertin   | Union sportive de Sbeïtla      | 4 - 0        |             |             |
| 12 juin 2013 | Avenir sportif de La Marsa | Jeunesse sportive kairouanaise | 3 - 1        |             |             |

### Finale
| Date         | Équipe 1                 | Équipe 2                   | Score 90 min | Score Prol. | Tirs au but |
| ------------ | ------------------------ | -------------------------- | ------------ | ----------- | ----------- |
| 15 juin 2013 | Club athlétique bizertin | Avenir sportif de La Marsa | 2 - 1        |             |             |